# Aeroportul South Andros
Aeroportul South Andros (IATA: TZN, ICAO: MYAK) este un aeroport din South Andros⁠(d), Bahamas ce deservește zona Congo Town⁠(d). A fost numit după zona deservită.
Situat la o altitudine de 8 m, aeroportul dispune de o singură pistă.